# ハヴァル・フロー
ハヴァル・フロー（Håvard Flo、1970年8月4日 - ）は、ノルウェーの元サッカー選手。元ノルウェー代表。ポジションはフォワード。

## 来歴
1996年にノルウェー代表デビュー。1998 FIFAワールドカップでは全4出場、グループステージ2戦目・スコットランド戦では先制点を決めた。2004年までに26試合に出場、7得点をあげた。

## 代表歴

### 出場大会
- ノルウェー代表
  - 1998 FIFAワールドカップ

### 試合数
- 国際Aマッチ 26試合 7得点（1996年-2004年）[1]

| ノルウェー代表 | 国際Aマッチ | 国際Aマッチ |
| 年             | 出場        | 得点        |
| -------------- | ----------- | ----------- |
| 1996           | 2           | 0           |
| 1997           | 3           | 1           |
| 1998           | 10          | 2           |
| 1999           | 1           | 0           |
| 2000           | 0           | 0           |
| 2001           | 0           | 0           |
| 2002           | 0           | 0           |
| 2003           | 6           | 0           |
| 2004           | 4           | 4           |
| 通算           | 26          | 7           |